# Suddivisione amministrativa del Jilin
La provincia del Jilin è suddivisa amministrativamente nei seguenti tre livelli:
- 9 prefetture (地区 dìqū)
  - 7 città con status di prefettura
  - 1 città sub-provinciale
  - 1 prefetture autonome
- 60 contee (县 xiàn)
  - 20 città con status di contea (县级市 xiànjíshì)
  - 17 contee
  - 3 contee autonome (自治县 zìzhìxiàn)
  - 20 distretti (市辖区 shìxiáqū)
- 1532 città (镇 zhèn) 
  - 456 città (镇 zhèn)
  - 287 comuni (乡 xiāng)
  - 28 comuni etnici (民族乡 mínzúxiāng)
  - 240 sotto-distretti (街道办事处 jiēdàobànshìchù)

| Prefettura                                                                           | Contee, distretti e città              | Contee, distretti e città | Contee, distretti e città          |
| Prefettura                                                                           | Nome                                   | Cinese (S)                | Pinyin                             |
| ------------------------------------------------------------------------------------ | -------------------------------------- | ------------------------- | ---------------------------------- |
| Changchun 长春市 Chángchūn Shì                                                       | Distretto di Chaoyang                  | 朝阳区                    | Cháoyáng Qū                        |
| Changchun 长春市 Chángchūn Shì                                                       | Distretto di Kuancheng                 | 宽城区                    | Kuānchéng Qū                       |
| Changchun 长春市 Chángchūn Shì                                                       | Distretto di Erdao                     | 二道区                    | Èrdào Qū                           |
| Changchun 长春市 Chángchūn Shì                                                       | Distretto di Nanguan                   | 南关区                    | Nánguān Qū                         |
| Changchun 长春市 Chángchūn Shì                                                       | Distretto di Luyuan                    | 绿园区                    | Lǜyuán Qū                          |
| Changchun 长春市 Chángchūn Shì                                                       | Distretto di Shuangyang                | 双阳区                    | Shuāngyáng Qū                      |
| Changchun 长春市 Chángchūn Shì                                                       | Distretto di Jiutai                    | 九台区                    | Jiǔtái Qū                          |
| Changchun 长春市 Chángchūn Shì                                                       | Contea di Nong'an                      | 农安县                    | Nóng'ān Xiàn                       |
| Changchun 长春市 Chángchūn Shì                                                       | Yushu                                  | 榆树市                    | Yúshù Shì                          |
| Changchun 长春市 Chángchūn Shì                                                       | Dehui                                  | 德惠市                    | Déhuì Shì                          |
| Changchun 长春市 Chángchūn Shì                                                       | Gongzhuling                            | 公主岭市                  | Gōngzhǔlǐng Shì                    |
| Jilin 吉林市 Jílín Shì                                                               | Distretto di Chuanying                 | 船营区                    | Chuányíng Qū                       |
| Jilin 吉林市 Jílín Shì                                                               | Distretto di Changyi                   | 昌邑区                    | Chāngyì Qū                         |
| Jilin 吉林市 Jílín Shì                                                               | Distretto di Longtan                   | 龙潭区                    | Lóngtán Qū                         |
| Jilin 吉林市 Jílín Shì                                                               | Distretto di Fengman                   | 丰满区                    | Fēngmǎn Qū                         |
| Jilin 吉林市 Jílín Shì                                                               | Contea di Yongji                       | 永吉县                    | Yǒngjí Xiàn                        |
| Jilin 吉林市 Jílín Shì                                                               | Shulan                                 | 舒兰市                    | Shūlán Shì                         |
| Jilin 吉林市 Jílín Shì                                                               | Huadian                                | 桦甸市                    | Huàdiàn Shì                        |
| Jilin 吉林市 Jílín Shì                                                               | Jiaohe                                 | 蛟河市                    | Jiāohé Shì                         |
| Jilin 吉林市 Jílín Shì                                                               | Panshi                                 | 磐石市                    | Pánshí Shì                         |
| Siping 四平市 Sìpíng Shì                                                             | Distretto di Tiexi                     | 铁西区                    | Tiěxī Qū                           |
| Siping 四平市 Sìpíng Shì                                                             | Distretto di Tiedong                   | 铁东区                    | Tiědōng Qū                         |
| Siping 四平市 Sìpíng Shì                                                             | Contea di Lishu                        | 梨树县                    | Líshù Xiàn                         |
| Siping 四平市 Sìpíng Shì                                                             | Contea autonoma manciù di Yitong       | 伊通满族自治县            | Yītōng Mǎnzú Zìzhìxiàn             |
| Siping 四平市 Sìpíng Shì                                                             | Shuangliao                             | 双辽市                    | Shuāngliáo Shì                     |
| Liaoyuan 辽源市 Liáoyuán Shì                                                         | Distretto di Longshan                  | 龙山区                    | Lóngshān Qū                        |
| Liaoyuan 辽源市 Liáoyuán Shì                                                         | Distretto di Xi'an                     | 西安区                    | Xī'ān Qū                           |
| Liaoyuan 辽源市 Liáoyuán Shì                                                         | Contea di Dongliao                     | 东辽县                    | Dōngliáo Xiàn                      |
| Liaoyuan 辽源市 Liáoyuán Shì                                                         | Contea di Dongfeng                     | 东丰县                    | Dōngfēng Xiàn                      |
| Tonghua 通化市 Tōnghuà Shì                                                           | Distretto di Dongchang                 | 东昌区                    | Dōngchāng Qū                       |
| Tonghua 通化市 Tōnghuà Shì                                                           | Distretto di Erdaojiang                | 二道江区                  | Èrdàojiāng Qū                      |
| Tonghua 通化市 Tōnghuà Shì                                                           | Contea di Tonghua                      | 通化县                    | Tōnghuà Xiàn                       |
| Tonghua 通化市 Tōnghuà Shì                                                           | Contea di Huinan                       | 辉南县                    | Huīnán Xiàn                        |
| Tonghua 通化市 Tōnghuà Shì                                                           | Contea di Liuhe                        | 柳河县                    | Liǔhé Xiàn                         |
| Tonghua 通化市 Tōnghuà Shì                                                           | Meihekou                               | 梅河口市                  | Méihékǒu Shì                       |
| Tonghua 通化市 Tōnghuà Shì                                                           | Ji'an                                  | 集安市                    | Jí'ān Shì                          |
| Baishan 白山市 Báishān Shì                                                           | Distretto di Hunjiang                  | 八道江区                  | Bādàojiāng Qū                      |
| Baishan 白山市 Báishān Shì                                                           | Distretto di Jiangyuan                 | 江源区                    | Jiāngyuán Qū                       |
| Baishan 白山市 Báishān Shì                                                           | Contea di Jingyu                       | 靖宇县                    | Jìngyǔ Xiàn                        |
| Baishan 白山市 Báishān Shì                                                           | Contea di Fusong                       | 抚松县                    | Fǔsōng Xiàn                        |
| Baishan 白山市 Báishān Shì                                                           | Contea autonoma coreana di Changbai    | 长白朝鲜族自治县          | Chángbái Cháoxiǎnzú Zìzhìxiàn      |
| Baishan 白山市 Báishān Shì                                                           | Linjiang                               | 临江市                    | Línjiāng Shì                       |
| Songyuan 松原市 Sōngyuán Shì                                                         | Distretto di Ningjiang                 | 宁江区                    | Níngjiāng Qū                       |
| Songyuan 松原市 Sōngyuán Shì                                                         | Contea di Qian'an                      | 乾安县                    | Qián'ān Xiàn                       |
| Songyuan 松原市 Sōngyuán Shì                                                         | Contea di Changling                    | 长岭县                    | Chánglǐng Xiàn                     |
| Songyuan 松原市 Sōngyuán Shì                                                         | Contea autonoma mongola di Qian Gorlos | 前郭尔罗斯 蒙古族自治县   | Qiánguō'ěrluósī Měnggǔzú Zìzhìxiàn |
| Songyuan 松原市 Sōngyuán Shì                                                         | Fuyu                                   | 扶余市                    | Fúyú Shì                           |
| Baicheng 白城市 Báichéng Shì                                                         | Distretto di Taobei                    | 洮北区                    | Táoběi Qū                          |
| Baicheng 白城市 Báichéng Shì                                                         | Contea di Zhenlai                      | 镇赉县                    | Zhènlài Xiàn                       |
| Baicheng 白城市 Báichéng Shì                                                         | Contea di Tongyu                       | 通榆县                    | Tōngyú Xiàn                        |
| Baicheng 白城市 Báichéng Shì                                                         | Da'an                                  | 大安市                    | Dà'ān Shì                          |
| Baicheng 白城市 Báichéng Shì                                                         | Taonan                                 | 洮南市                    | Táonán Shì                         |
| Prefettura autonoma coreana di Yanbian 延边朝鲜族自治州 Yánbiān Cháoxiǎnzú Zìzhìzhōu | Yanji                                  | 延吉市                    | Yánjí Shì                          |
| Prefettura autonoma coreana di Yanbian 延边朝鲜族自治州 Yánbiān Cháoxiǎnzú Zìzhìzhōu | Tumen                                  | 图们市                    | Túmén Shì                          |
| Prefettura autonoma coreana di Yanbian 延边朝鲜族自治州 Yánbiān Cháoxiǎnzú Zìzhìzhōu | Dunhua                                 | 敦化市                    | Dūnhuà Shì                         |
| Prefettura autonoma coreana di Yanbian 延边朝鲜族自治州 Yánbiān Cháoxiǎnzú Zìzhìzhōu | Longjing                               | 龙井市                    | Lóngjǐng Shì                       |
| Prefettura autonoma coreana di Yanbian 延边朝鲜族自治州 Yánbiān Cháoxiǎnzú Zìzhìzhōu | Hunchun                                | 珲春市                    | Húnchūn Shì                        |
| Prefettura autonoma coreana di Yanbian 延边朝鲜族自治州 Yánbiān Cháoxiǎnzú Zìzhìzhōu | Helong                                 | 和龙市                    | Hélóng Shì                         |
| Prefettura autonoma coreana di Yanbian 延边朝鲜族自治州 Yánbiān Cháoxiǎnzú Zìzhìzhōu | Contea di Antu                         | 安图县                    | Āntú Xiàn                          |
| Prefettura autonoma coreana di Yanbian 延边朝鲜族自治州 Yánbiān Cháoxiǎnzú Zìzhìzhōu | Contea di Wangqing                     | 汪清县                    | Wāngqīng Xiàn                      |